# Бели Британци
Бели Британци (енгл. White British) је етничка класификација која се користила на попису становништва 2011. године у Уједињеном Краљевству. Према резултату пописа из 2011. године, процењено је да је бела британска популација чинила 49.279.236 (79,1% укупне популације УК). (У овај број није укључена популација Северне Ирске, како од 2001. године подаци о белим Британцима и белим Ирцима нису прикупљани под категоријом ‘бели’).

## Класификација на попису
За 2011. годину, у Енглеској и Велсу, могућност сврставања под белу британску популацију, увела је и следеће поткатегорије: бели Енглези, бели Велшани, бели Шкоти и бели Северноирци.

## Демографија
| Регион у УК             | ‡Бело британско становништво | Проценат локалног становништва | Година |
| ----------------------- | ---------------------------- | ------------------------------ | ------ |
| Шкотска                 | 4.863.000                    | 91,9%                          | 2011.  |
| Велс                    | 2.855.450                    | 93,2%                          | 2011.  |
| Северна Ирска           | 2.431.423                    | 93,6%                          | 2011.  |
| Југозападна Енглеска    | 4.855.676                    | 91,8%                          | 2011.  |
| Севернозападна Енглеска | 6.141.069                    | 87,1%                          | 2011.  |
| Јоркшир и Хамбер        | 4.531.137                    | 85,8%                          | 2011.  |
| Источна Енглеска        | 4.986.170                    | 85,3%                          | 2011.  |
| Источни Мидлендс        | 3.871.146                    | 85,4%                          | 2011.  |
| Југоисточна Енглеска    | 7.358.998                    | 85,2%                          | 2011.  |
| Западни Мидлендс        | 4.434.333                    | 79,2%                          | 2011.  |
| Шири Лондон             | 3.669.284                    | 44,9%                          | 2011.  |